# Lafayette (Kalifornien)
Lafayette ist eine Stadt im Contra Costa County im US-Bundesstaat Kalifornien, Vereinigte Staaten. Das U.S. Census Bureau hat bei der Volkszählung 2020 eine Einwohnerzahl von 25.391 ermittelt. Die geographischen Koordinaten sind: 37,89° Nord, 122,12° West. Das Stadtgebiet hat eine Größe von 39,9 km².

## Söhne und Töchter der Stadt
- Charles Tickner (* 1953), Eiskunstläufer